# Représentations diplomatiques du Panama

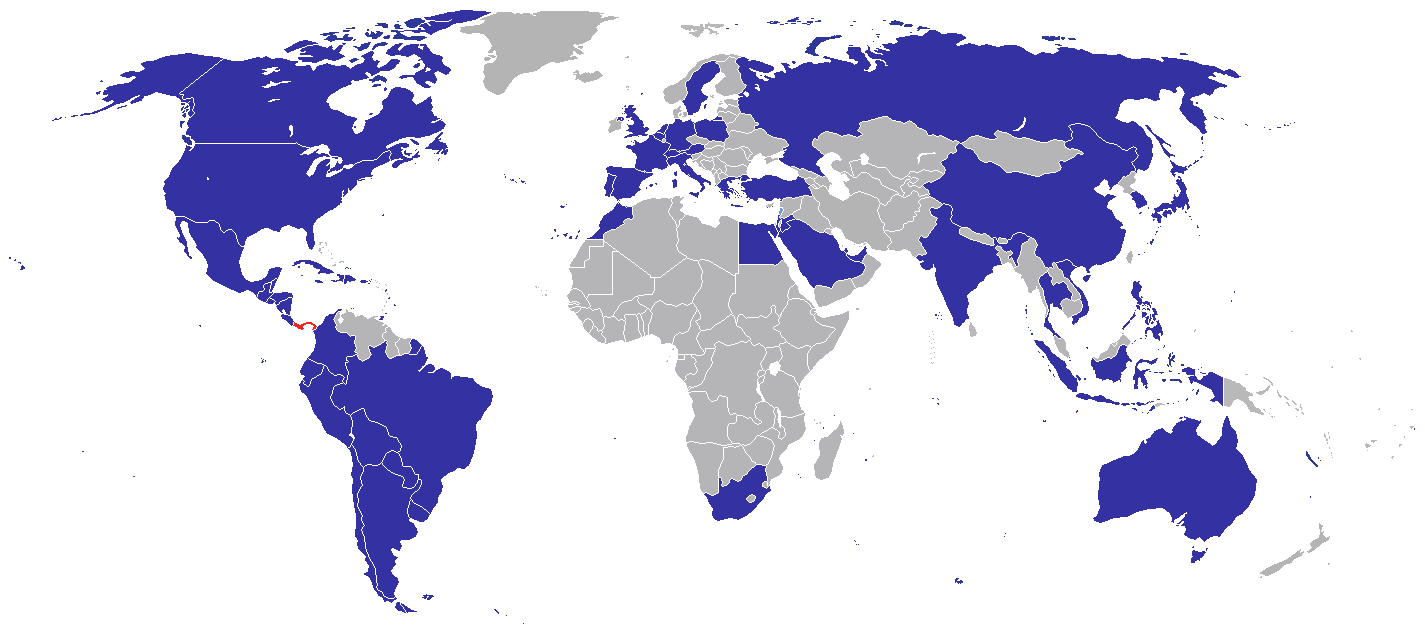
Pays avec des représentations diplomatiques panaméennes.

Ceci est une liste des représentations diplomatiques du Panama.
Le statut de la République du Panama en tant qu'État du pavillon majeur pour les navires, et propriétaire du canal de Panama, conduit à l'ouverture de représentations dans des villes portuaires importantes, telles qu'Anvers, Rotterdam, Hambourg, Bombay, Kobe et Santos.
Cette liste exclut les consulats honoraires, les missions commerciales et les bureaux à l'étranger de l'Autorité maritime du Panama.

## Représentations actuelles

### Afrique
| Pays hôte      | Ville hôte | Représentation | Accréditations                       | Références |
| -------------- | ---------- | -------------- | ------------------------------------ | ---------- |
| Afrique du Sud | Pretoria   |                | - Botswana - Namibie                 |            |
| Égypte         | Le Caire   | Ambassade      | - Éthiopie - Libye - Union africaine | ,          |
| Maroc          | Rabat      | Ambassade      |                                      |            |

### Amérique
| Pays hôte              | Ville hôte          | Représentation   | Accréditations      | Références |
| ---------------------- | ------------------- | ---------------- | ------------------- | ---------- |
| Argentine              | Buenos Aires        | Ambassade        |                     |            |
| Barbade                | Bridgetown          | Ambassade        |                     |            |
| Belize                 | Belize City         | Ambassade        |                     |            |
| Bolivie                | La Paz              | Ambassade        |                     |            |
| Brésil                 | Brasilia            | Ambassade        |                     |            |
| Brésil                 | Rio de Janeiro      | Consulat général |                     |            |
| Brésil                 | Santos              | Consulat général |                     |            |
| Canada                 | Ottawa              | Ambassade        |                     |            |
| Canada                 | Montréal            | Consulat général |                     |            |
| Canada                 | Toronto             | Consulat général |                     |            |
| Canada                 | Vancouver           | Consulat général |                     |            |
| Chili                  | Santiago            | Ambassade        |                     |            |
| Chili                  | Valparaíso          | Consulat général |                     |            |
| Colombie               | Bogota              | Ambassade        |                     | [ 3 ]      |
| Colombie               | Barranquilla        | Consulat général |                     |            |
| Costa Rica             | San José            | Ambassade        |                     |            |
| Cuba                   | La Havane           | Ambassade        |                     |            |
| Équateur               | Quito               | Ambassade        |                     |            |
| Équateur               | Guayaquil           | Consulat général |                     |            |
| États-Unis             | Washington          | Ambassade        |                     |            |
| États-Unis             | Houston             | Consulat général | [ 3 ]               |            |
| États-Unis             | Los Angeles         | Consulat général |                     |            |
| États-Unis             | Miami               | Consulat général |                     |            |
| États-Unis             | La Nouvelle-Orléans | Consulat général | [ 4 ]               |            |
| États-Unis             | New York            | Consulat général |                     |            |
| États-Unis             | Philadelphie        | Consulat général |                     |            |
| États-Unis             | Tampa               | Consulat général | [ 5 ]               |            |
| Guatemala              | Guatemala           | Ambassade        |                     |            |
| Haïti                  | Port-au-Prince      | Ambassade        |                     |            |
| Honduras               | Tegucigalpa         | Ambassade        |                     | [ 3 ]      |
| Jamaïque               | Kingston            | Ambassade        |                     |            |
| Mexique                | Mexico              | Ambassade        |                     |            |
| Mexique                | Veracruz            | Consulat général |                     |            |
| Nicaragua              | Managua             | Ambassade        |                     |            |
| Paraguay               | Asuncion            | Ambassade        |                     |            |
| Pérou                  | Lima                | Ambassade        |                     | [ 6 ]      |
| République dominicaine | Saint-Domingue      | Ambassade        |                     |            |
| Salvador               | San Salvador        | Ambassade        |                     |            |
| Trinité-et-Tobago      | Port-d'Espagne      | Ambassade        | - Guyana - Suriname |            |
| Uruguay                | Montevideo          | Ambassade        |                     |            |

### Asie
| Pays hôte           | Ville hôte        | Représentation   | Accréditations                      | Références |
| ------------------- | ----------------- | ---------------- | ----------------------------------- | ---------- |
| Chine               | Pékin             | Ambassade        |                                     |            |
| Chine               | Canton            | Consulat général |                                     |            |
| Chine               | Hong Kong         | Consulat général |                                     |            |
| Chine               | Shanghai          | Consulat général |                                     |            |
| Corée du Sud        | Séoul             | Ambassade        |                                     | [ 3 ]      |
| Émirats arabes unis | Abou Dabi         | Ambassade        | - Arabie saoudite - Irak - Pakistan | [ 7 ]      |
| Émirats arabes unis | Dubaï             | Consulat général | - Arabie saoudite - Irak - Pakistan |            |
| Inde                | New Delhi         | Ambassade        | - Bangladesh - Népal                |            |
| Inde                | Bombay            | Consulat général | - Bangladesh - Népal                | [ 8 ]      |
| Indonésie           | Jakarta           | Ambassade        |                                     | [ 9 ]      |
| Israël              | Tel Aviv-Jaffa    | Ambassade        |                                     |            |
| Japon               | Tokyo             | Ambassade        |                                     |            |
| Japon               | Kobe              | Consulat général |                                     |            |
| Jordanie            | Amman             | Ambassade        | - Bahreïn - Liban - Palestine       | ,          |
| Liban               | Beyrouth          | Consulat général |                                     | [ 10 ]     |
| Philippines         | Manille           | Ambassade        | - Brunei                            |            |
| Qatar               | Doha              | Ambassade        | - Iran - Koweït - Oman              |            |
| Singapour           | Singapour         | Ambassade        | - Seychelles                        |            |
| Thaïlande           | Bangkok           | Ambassade        | - Cambodge - Laos                   | [ 12 ]     |
| Turquie             | Ankara            | Ambassade        | - Azerbaïdjan - Bulgarie - Roumanie | ,          |
| Turquie             | Istanbul          | Consulat général | - Azerbaïdjan - Bulgarie - Roumanie |            |
| Vietnam             | Hanoï             | Ambassade        | - Birmanie - Malaisie - Sri Lanka   | [ 14 ]     |
| Vietnam             | Hô Chi Minh-Ville | Consulat général | - Birmanie - Malaisie - Sri Lanka   |            |

### Europe
| Pays hôte   | Ville hôte                   | Représentation   | Accréditations | Références |
| ----------- | ---------------------------- | ---------------- | --- | ---------- |
| Allemagne   | Berlin                       | Ambassade        | - République tchèque |            |
| Allemagne   | Hambourg                     | Consulat général | - République tchèque |            |
| Autriche    | Vienne                       | Ambassade        | - Agence internationale de l'énergie atomique - Croatie - Hongrie - Kosovo - Nations unies - Office des Nations unies contre les drogues et le crime - Organisation des Nations unies pour le développement industriel - Serbie - Slovaquie - Slovénie |            |
| Belgique    | Bruxelles                    | Ambassade        | - Luxembourg - Union européenne | [ 15 ]     |
| Belgique    | Anvers                       | Consulat général | - Luxembourg - Union européenne |            |
| Espagne     | Madrid                       | Ambassade        | - Andorre |            |
| Espagne     | La Corogne                   | Consulat général | - Andorre |            |
| Espagne     | Barcelone                    | Consulat général | - Andorre |            |
| Espagne     | Las Palmas de Grande Canarie | Consulat général | - Andorre |            |
| Espagne     | Valence                      | Consulat général | - Andorre |            |
| France      | Paris                        | Ambassade        | - Liechtenstein - Monaco - Tunisie |            |
| France      | Marseille                    | Consulat général | - Liechtenstein - Monaco - Tunisie |            |
| Grèce       | Athènes                      | Ambassade        | - Chypre - Croatie |            |
| Italie      | Rome                         | Ambassade        | - Albanie - Bosnie-Herzégovine - Macédoine - Malte - Monténégro - Saint-Marin | [ 16 ]     |
| Italie      | Gênes                        | Consulat général | - Albanie - Bosnie-Herzégovine - Macédoine - Malte - Monténégro - Saint-Marin | [ 16 ]     |
| Italie      | Naples                       | Consulat général | - Albanie - Bosnie-Herzégovine - Macédoine - Malte - Monténégro - Saint-Marin | [ 16 ]     |
| Italie      | Venise                       | Consulat général | - Albanie - Bosnie-Herzégovine - Macédoine - Malte - Monténégro - Saint-Marin | [ 16 ]     |
| Pays-Bas    | La Haye                      | Ambassade        | - Organisation pour l'interdiction des armes chimiques | [ 17 ]     |
| Pays-Bas    | Rotterdam                    | Consulat général | - Organisation pour l'interdiction des armes chimiques |            |
| Pologne     | Varsovie                     | Ambassade        | - Estonie - Géorgie - Lettonie - Lituanie - Moldavie - Ukraine |            |
| Portugal    | Lisbonne                     | Ambassade        | - Cap-Vert - Guinée-Bissau | ,          |
| Royaume-Uni | Londres                      | Ambassade        | - Irlande - Islande |            |
| Russie      | Moscou                       | Ambassade        | - Biélorussie - Kazakhstan - Turkménistan |            |
| Suède       | Stockholm                    | Ambassade        | - Danemark - Finlande |            |
| Suisse      | Berne                        | ambassade        | |            |
| Vatican     | Rome                         | Ambassade        | - Ordre souverain de Malte | [ 20 ]     |

### Océanie
| Pays hôte | Ville hôte | Représentation | Accréditations | Références |
| --------- | ---------- | -------------- | -------------- | ---------- |
| Australie | Canberra   | Ambassade      |                |            |

### Organisation internationales
| Organisation                                                        | Vile hôte  | Pays hôte   | Représentation     | Accréditation | Références |
| ------------------------------------------------------------------- | ---------- | ----------- | ------------------ | --- | ---------- |
| Nations unies                                                       | New York   | États-Unis  | Mission permanente | - Afghanistan - Fidji - Îles Salomon - Maldives - Palaos                                                                           | [ 21 ]     |
| Nations unies                                                       | Genève     | Suisse      | Mission permanente | | [ 22 ]     |
| Organisation des États américains                                   | Washington | États-Unis  | Mission permanente | - Antigua-et-Barbuda - Bahamas - Dominique - Grenade - Saint-Christophe-et-Niévès - Saint-Vincent-et-les-Grenadines - Sainte-Lucie | [ 21 ]     |
| Organisation des Nations unies pour l'alimentation et l'agriculture | Rome       | Italie      | Mission permanente | - Fonds international de développement agricole - Programme alimentaire mondial                                                    | [ 23 ]     |
| Organisation maritime internationale                                | Londres    | Royaume-Uni | Mission permanente | | [ 24 ]     |
| Organisation mondiale du commerce                                   | Genève     | Suisse      | Mission permanente | | [ 23 ]     |
| UNESCO                                                              | Paris      | France      | Mission permanente | | [ 25 ]     |

## Galerie

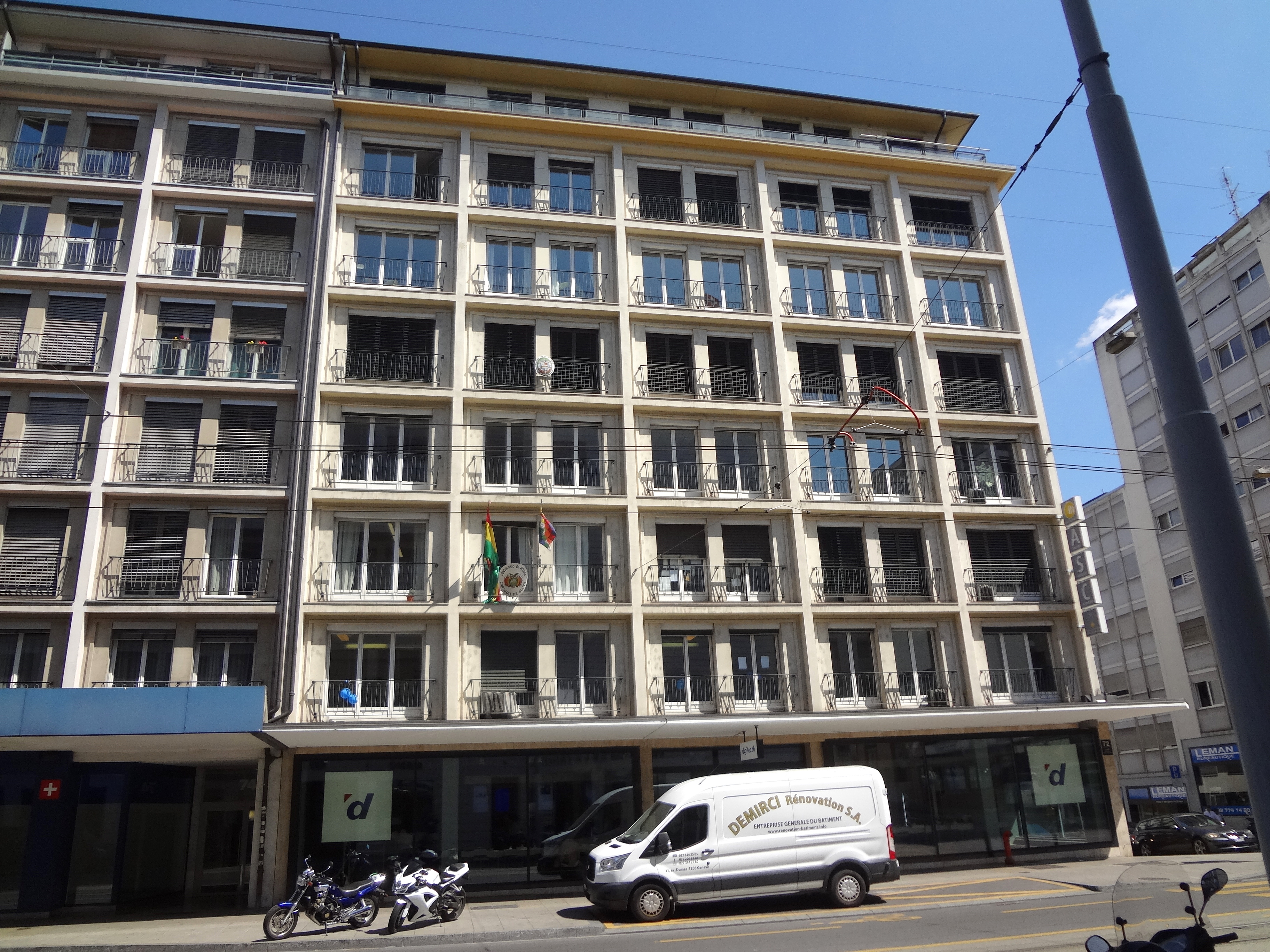
Bâtiment abritant le consulat général à Genève.
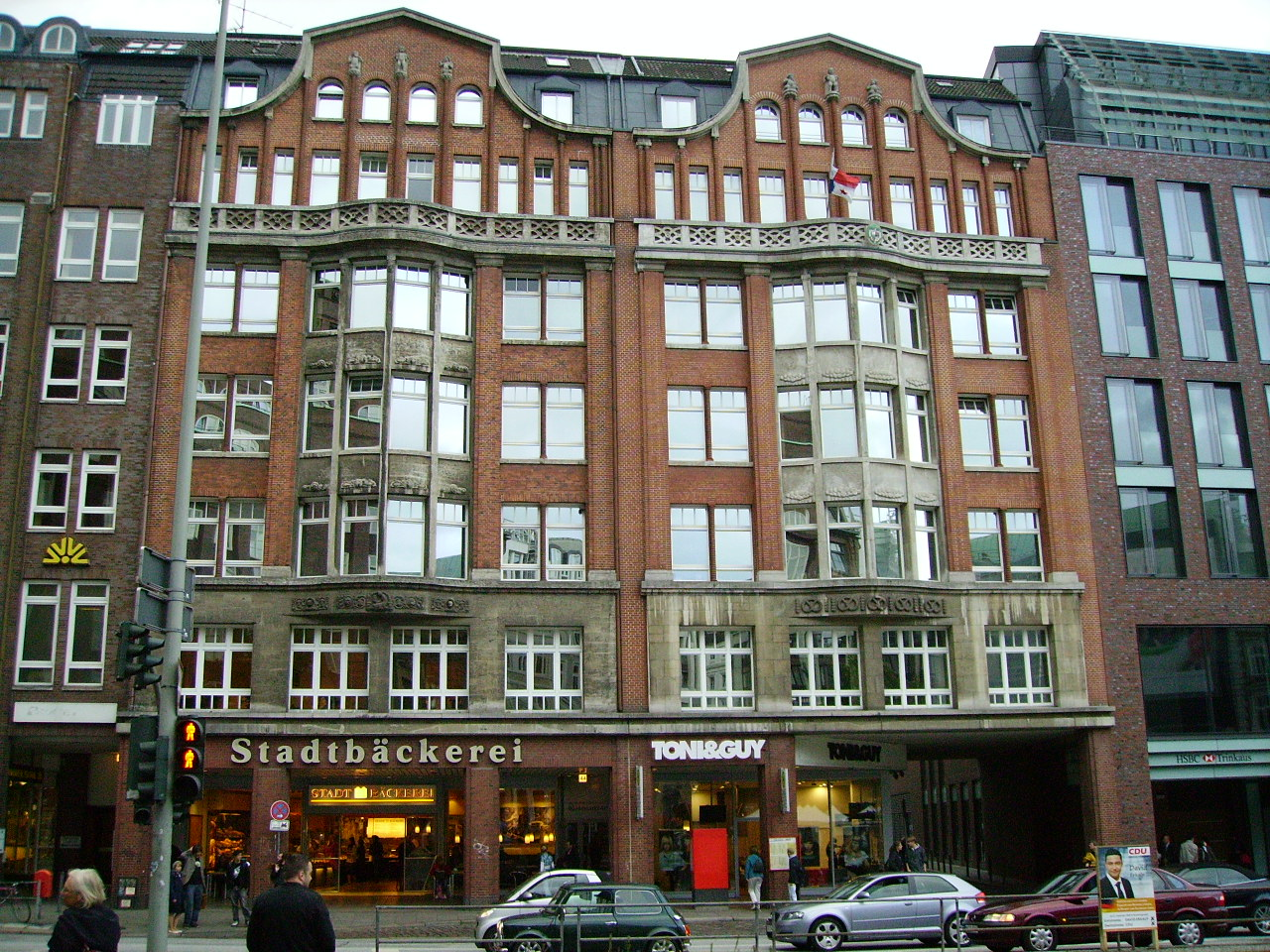
Bâtiment abritant le consulat général à Hambourg.
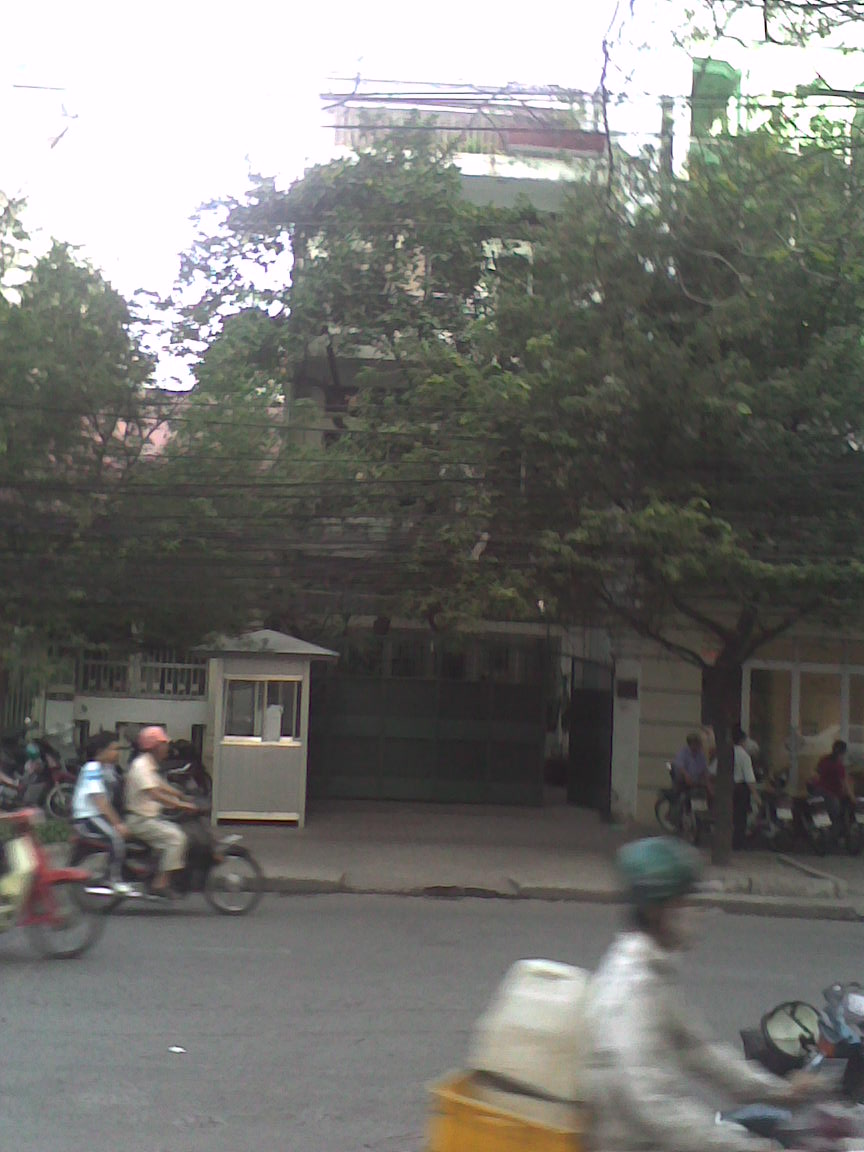
Consulat général à Hô-Chi-Minh-Ville.
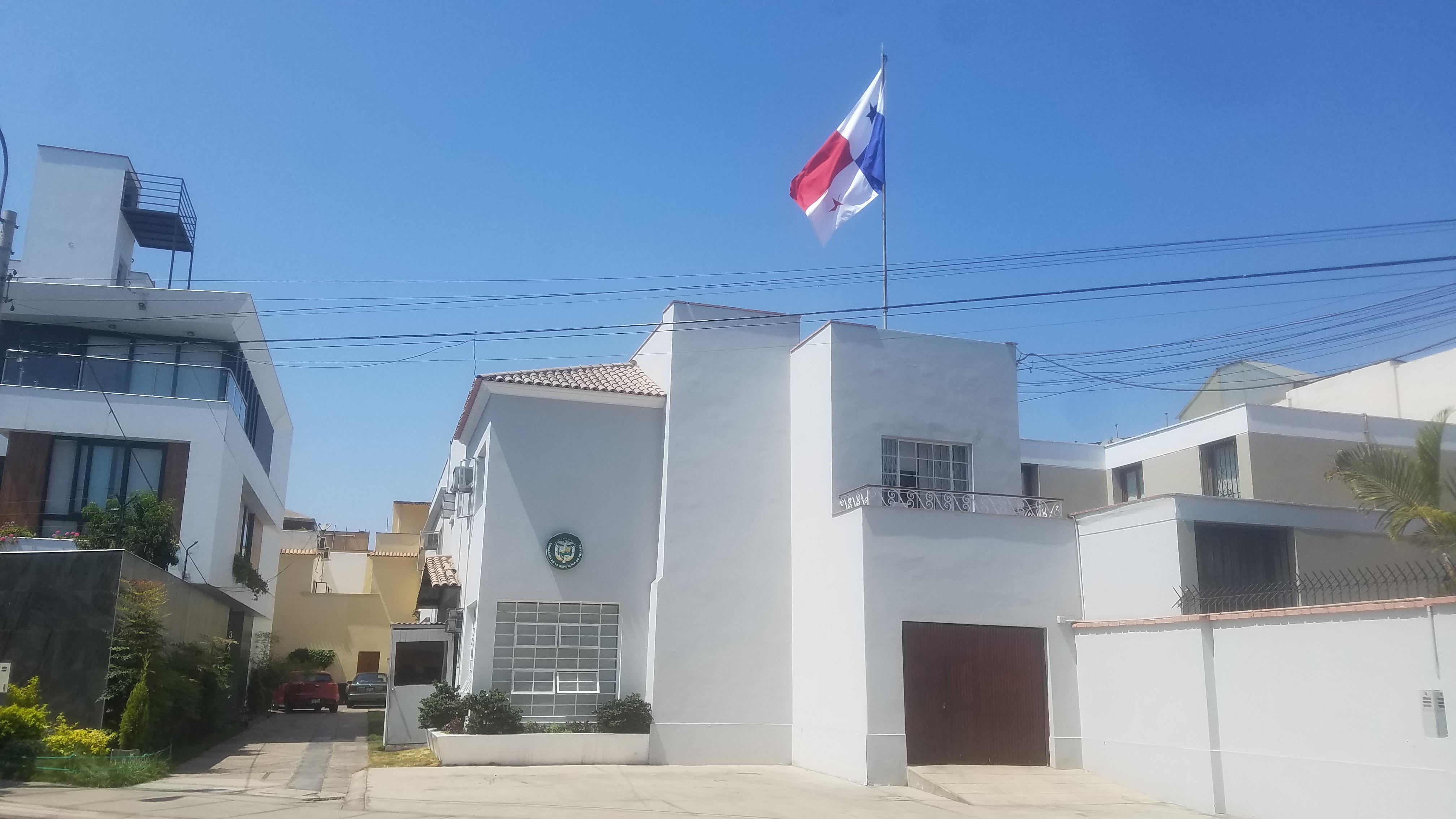
Ambassade à Lima.
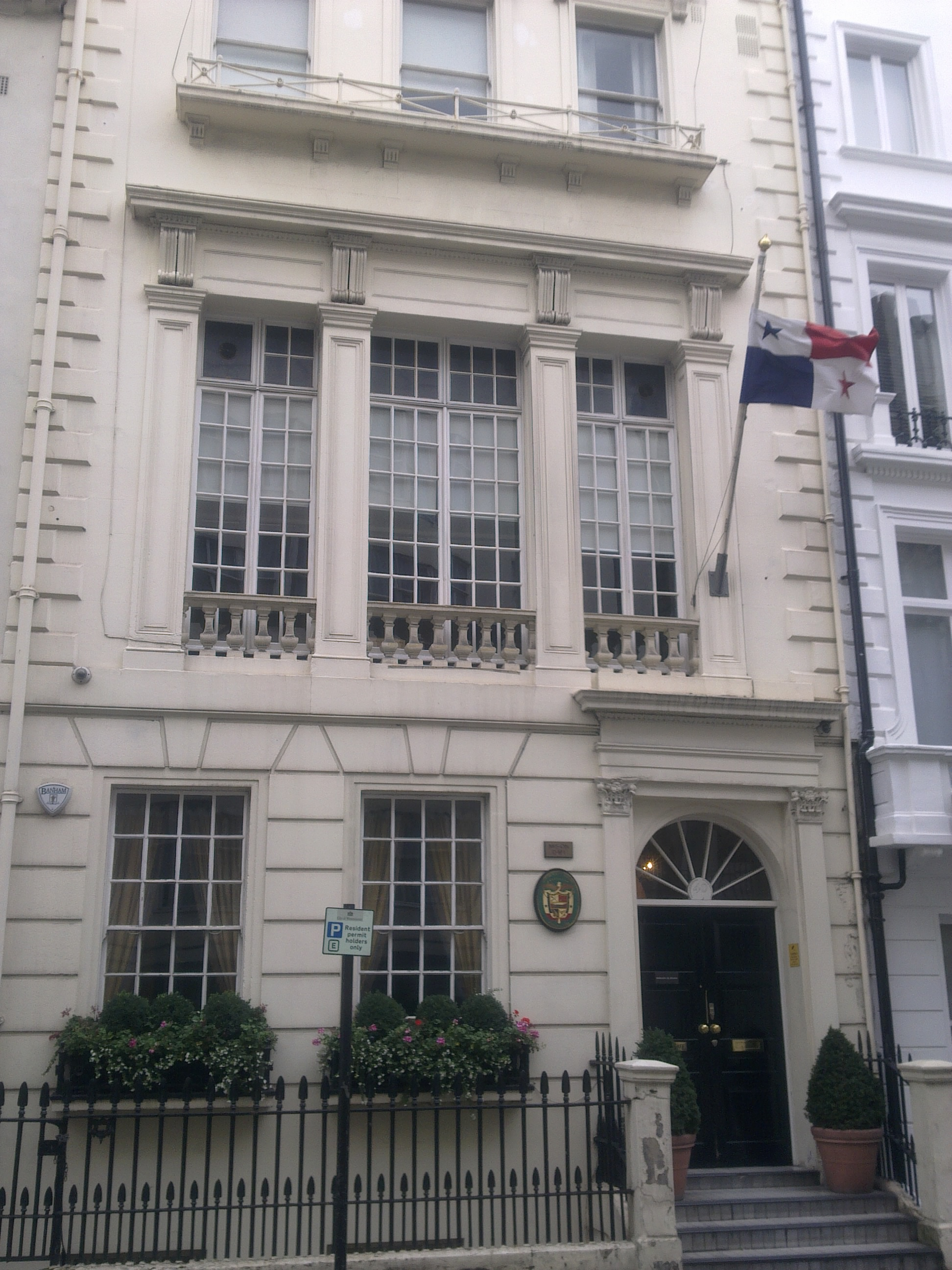
Ambassade à Londres.
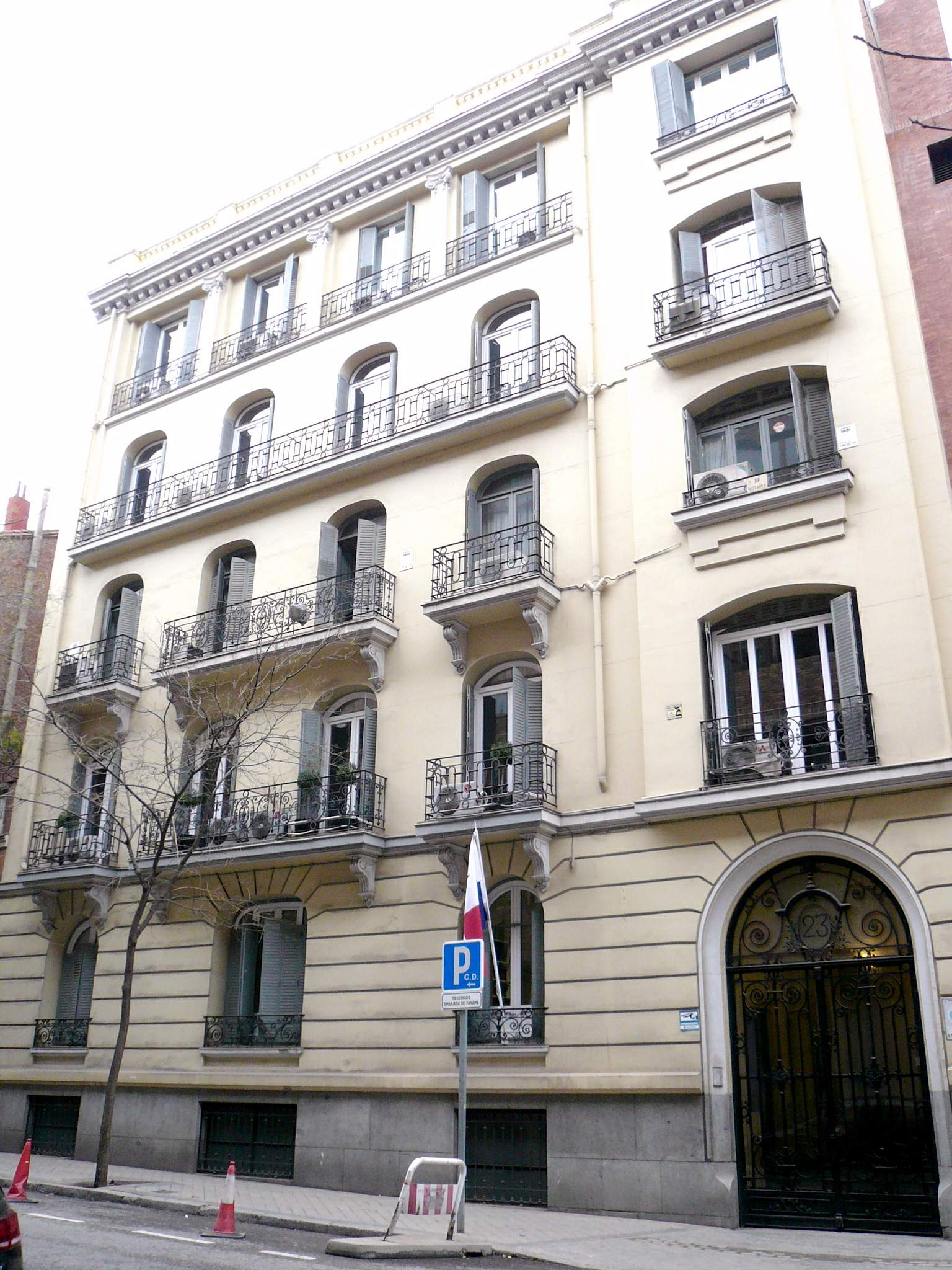
Ambassade à Madrid.
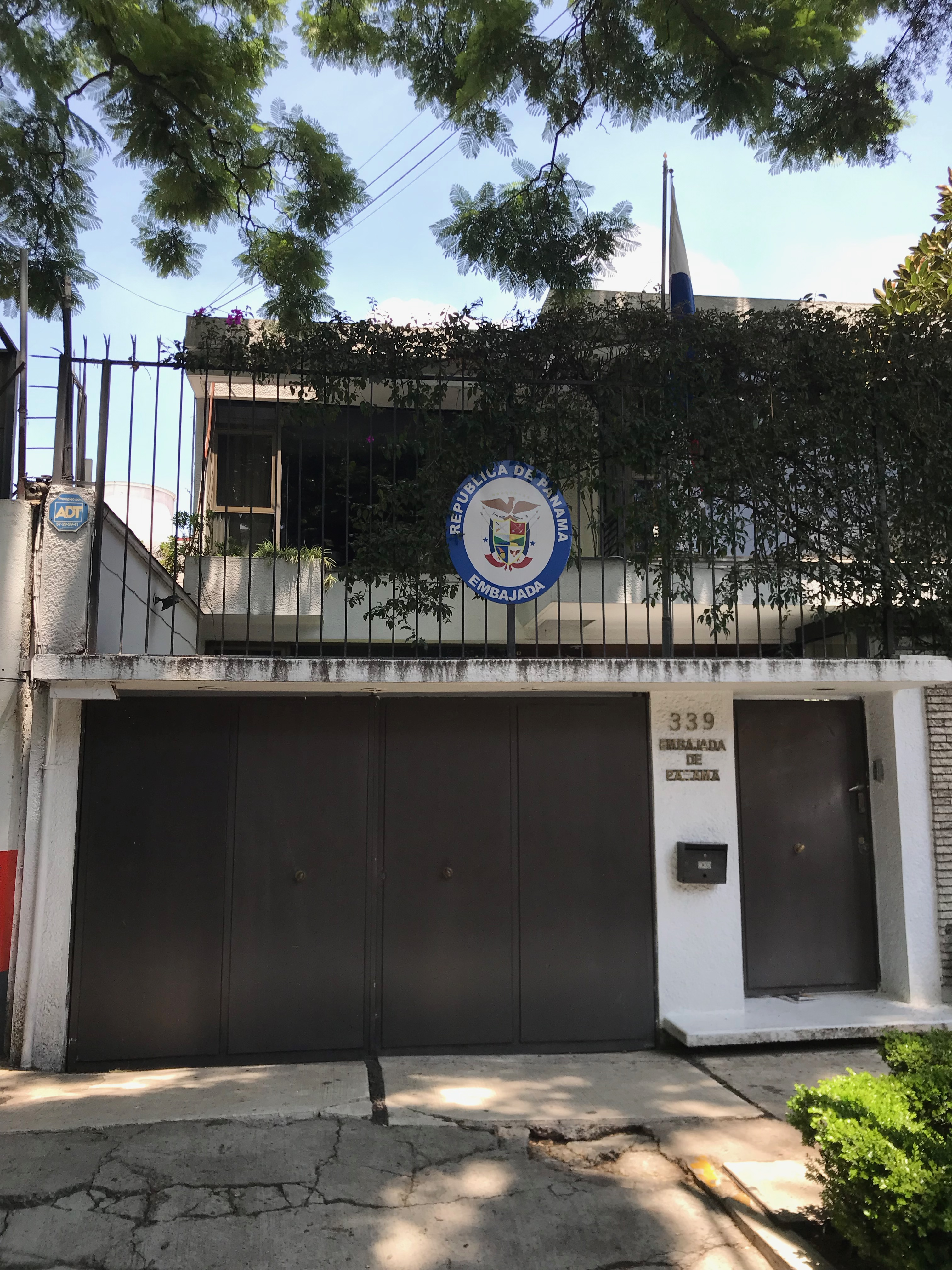
Ambassade à Mexico.
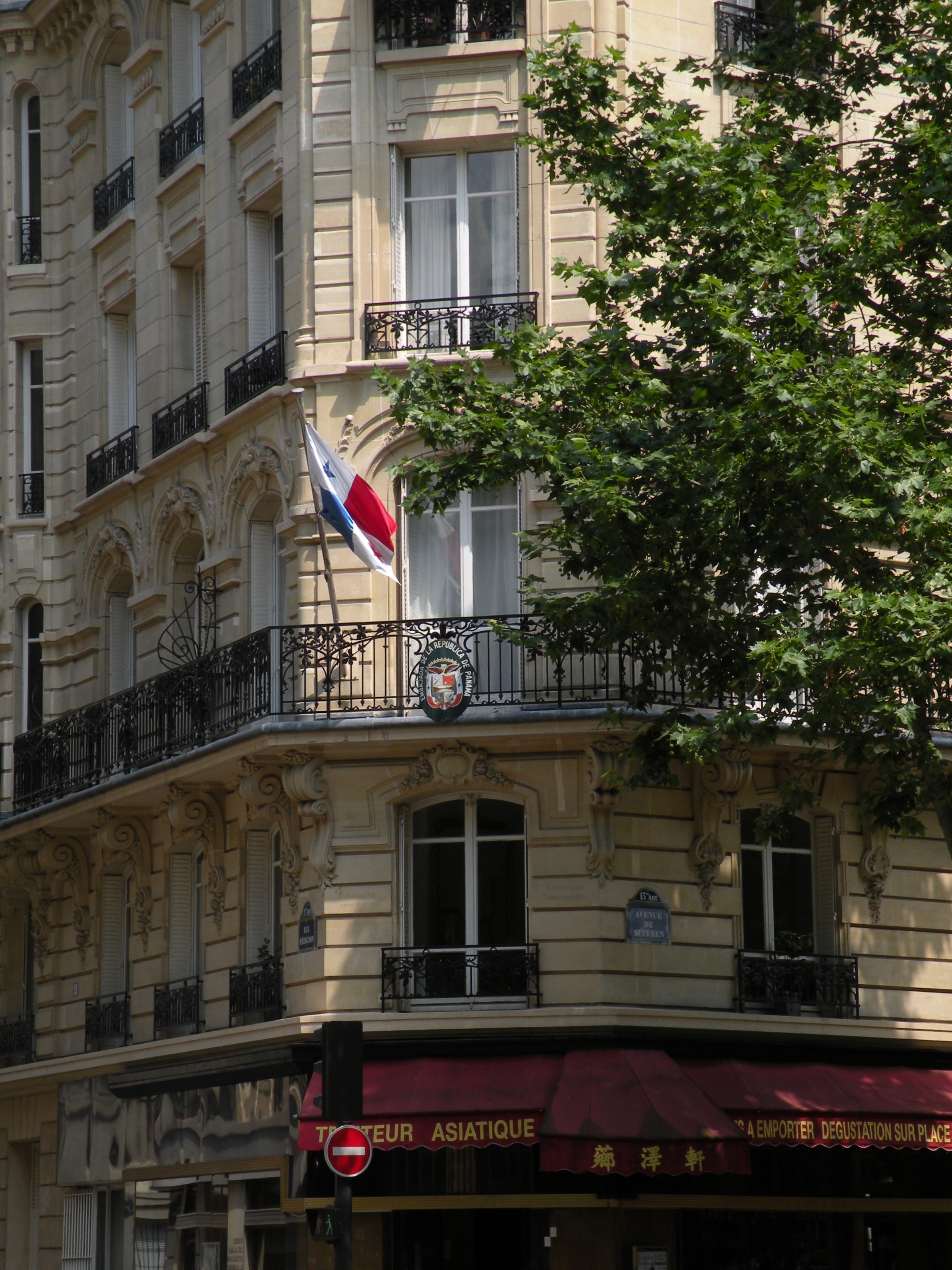
Ambassade à Paris.
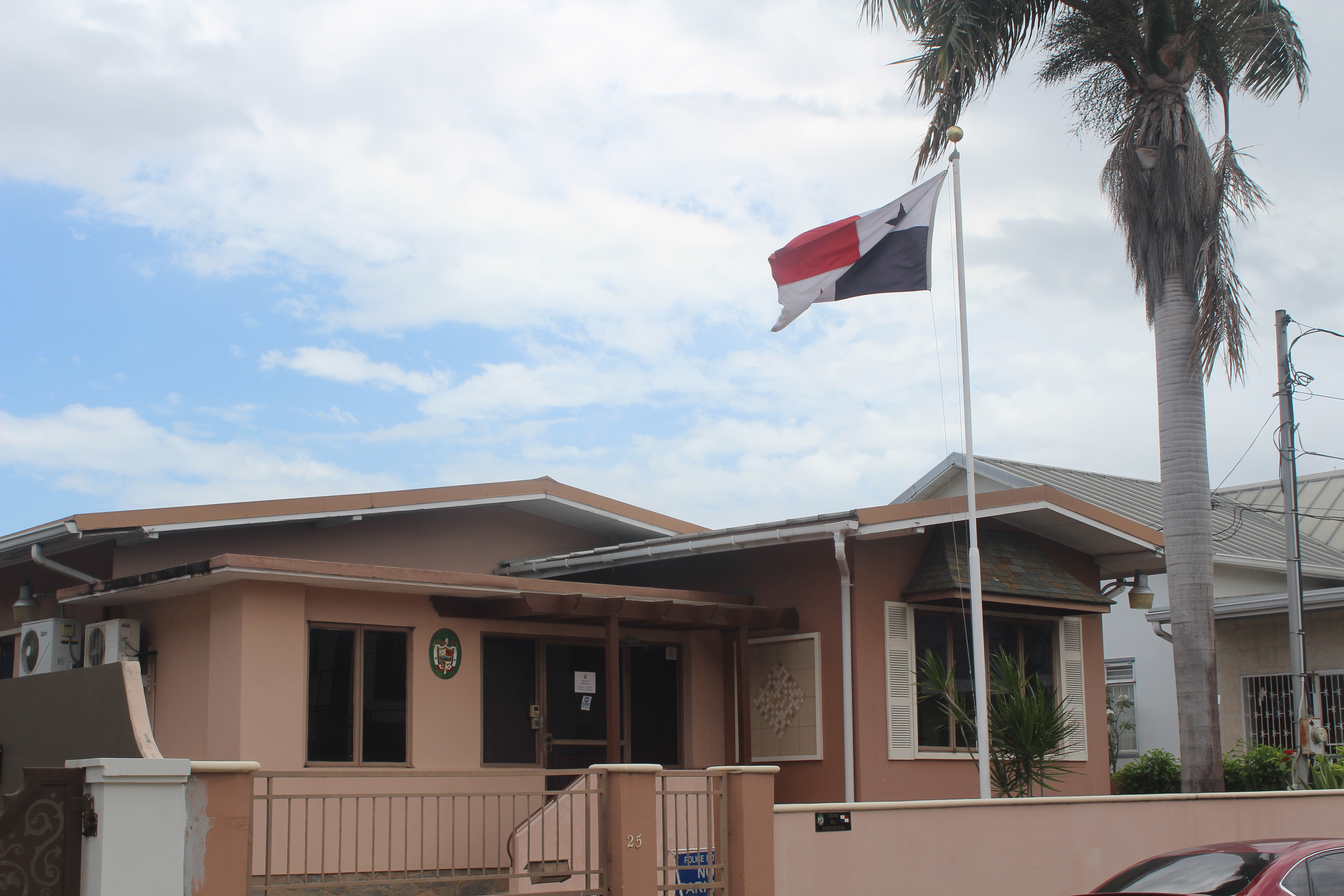
Ambassade à Port-d'Espagne.
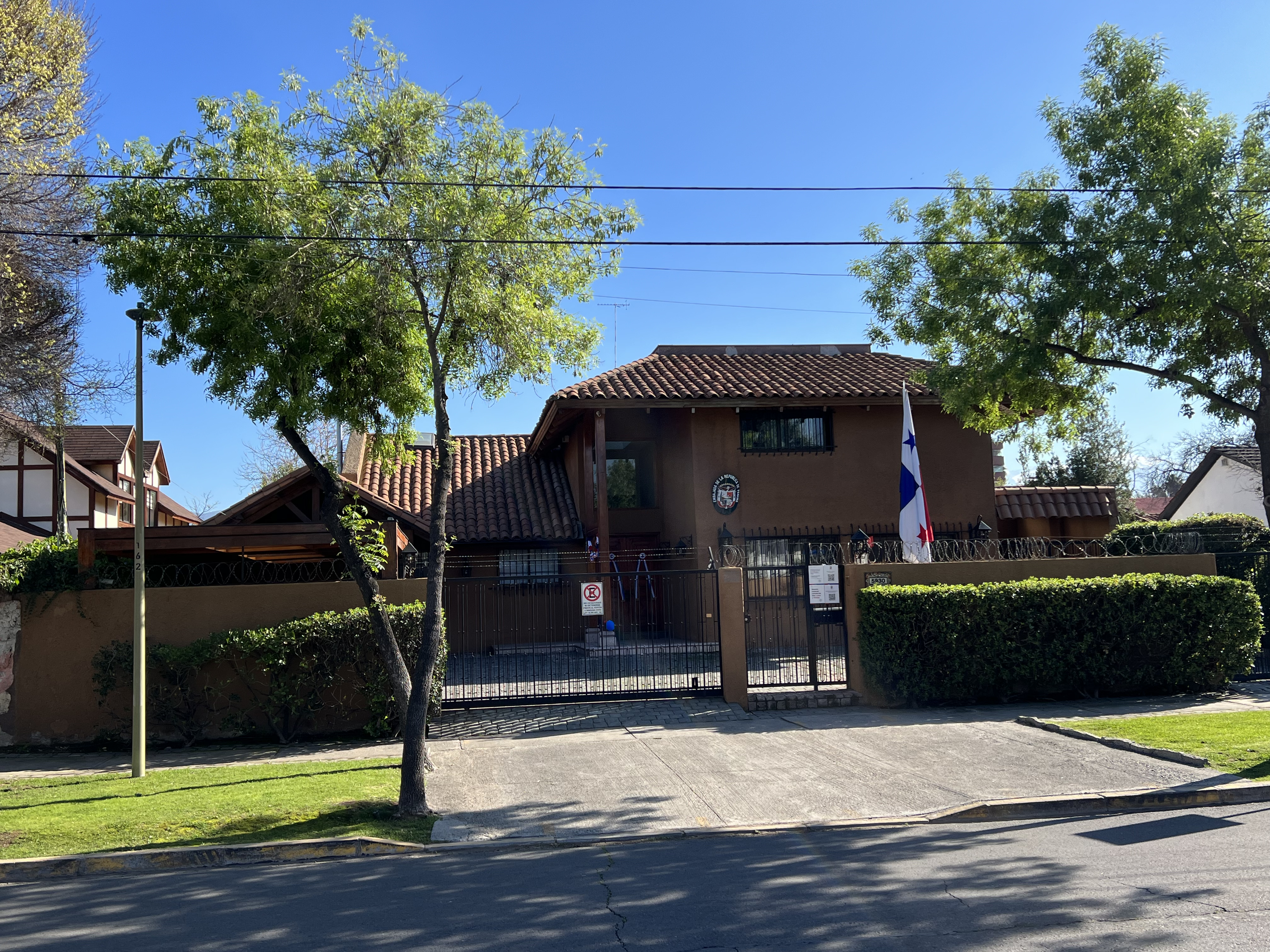
Ambassade à Santiago du Chili.
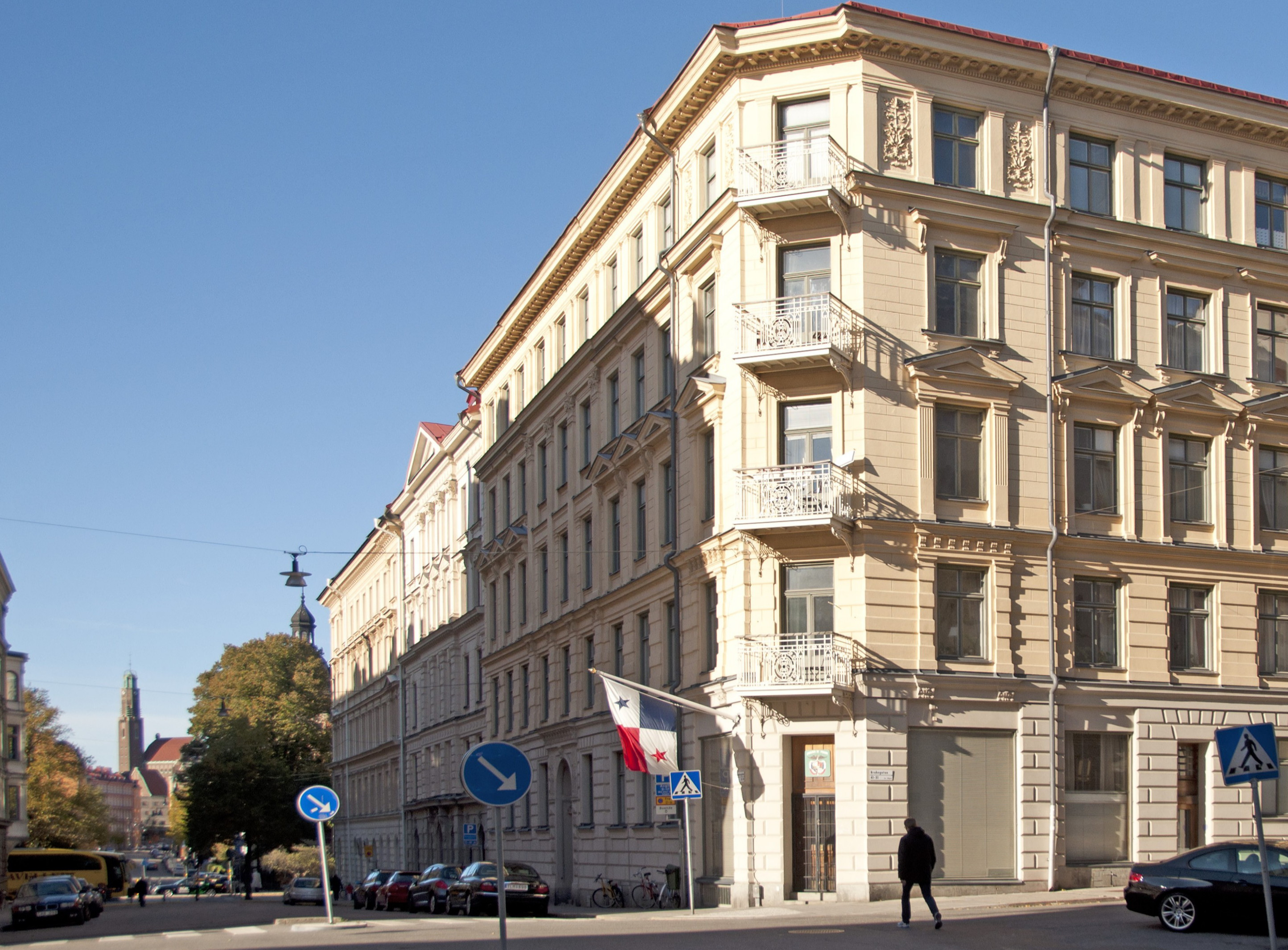
Bâtiment abritant l'ambassade à Stockholm.
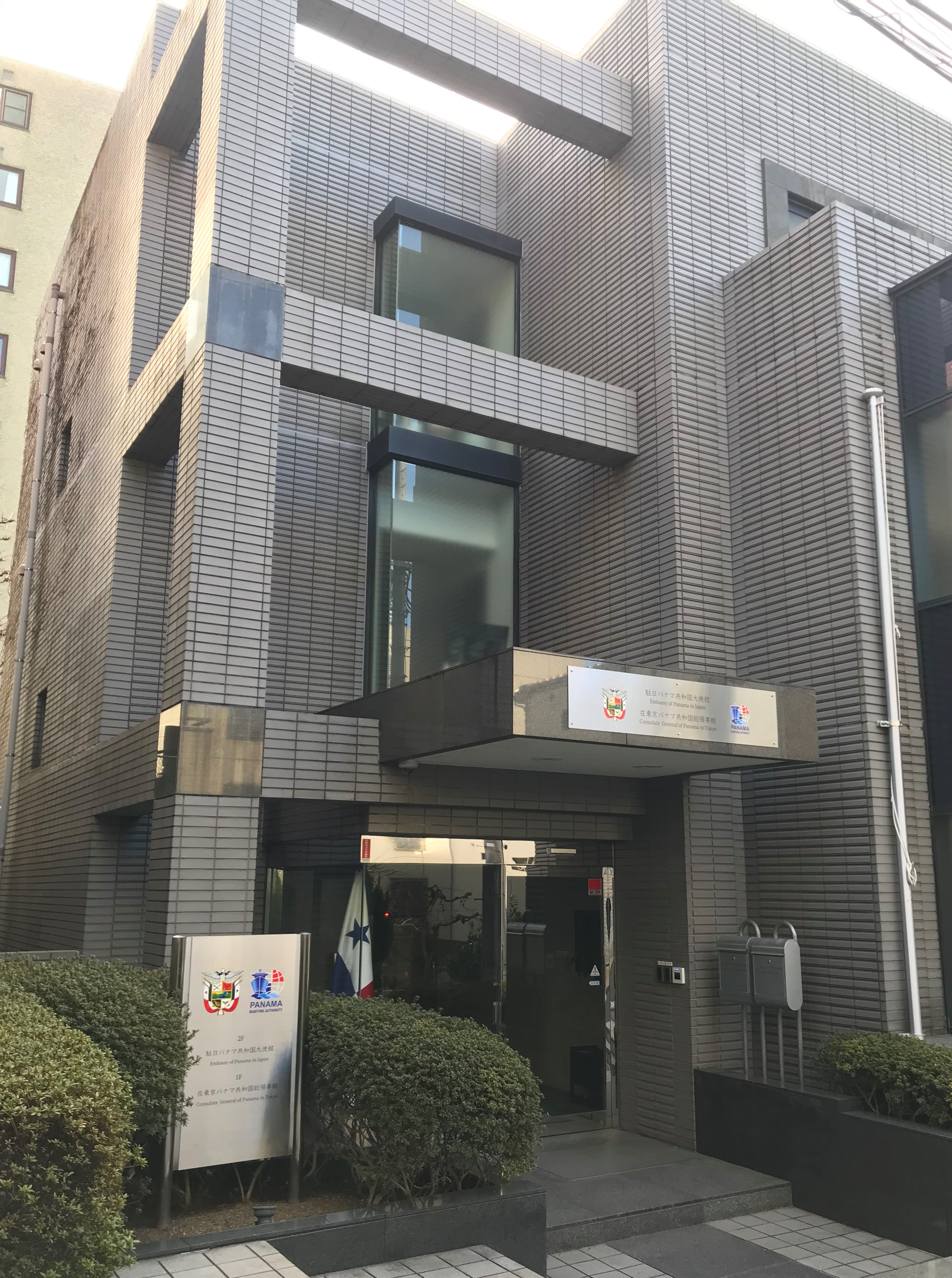
Ambassade à Tokyo.
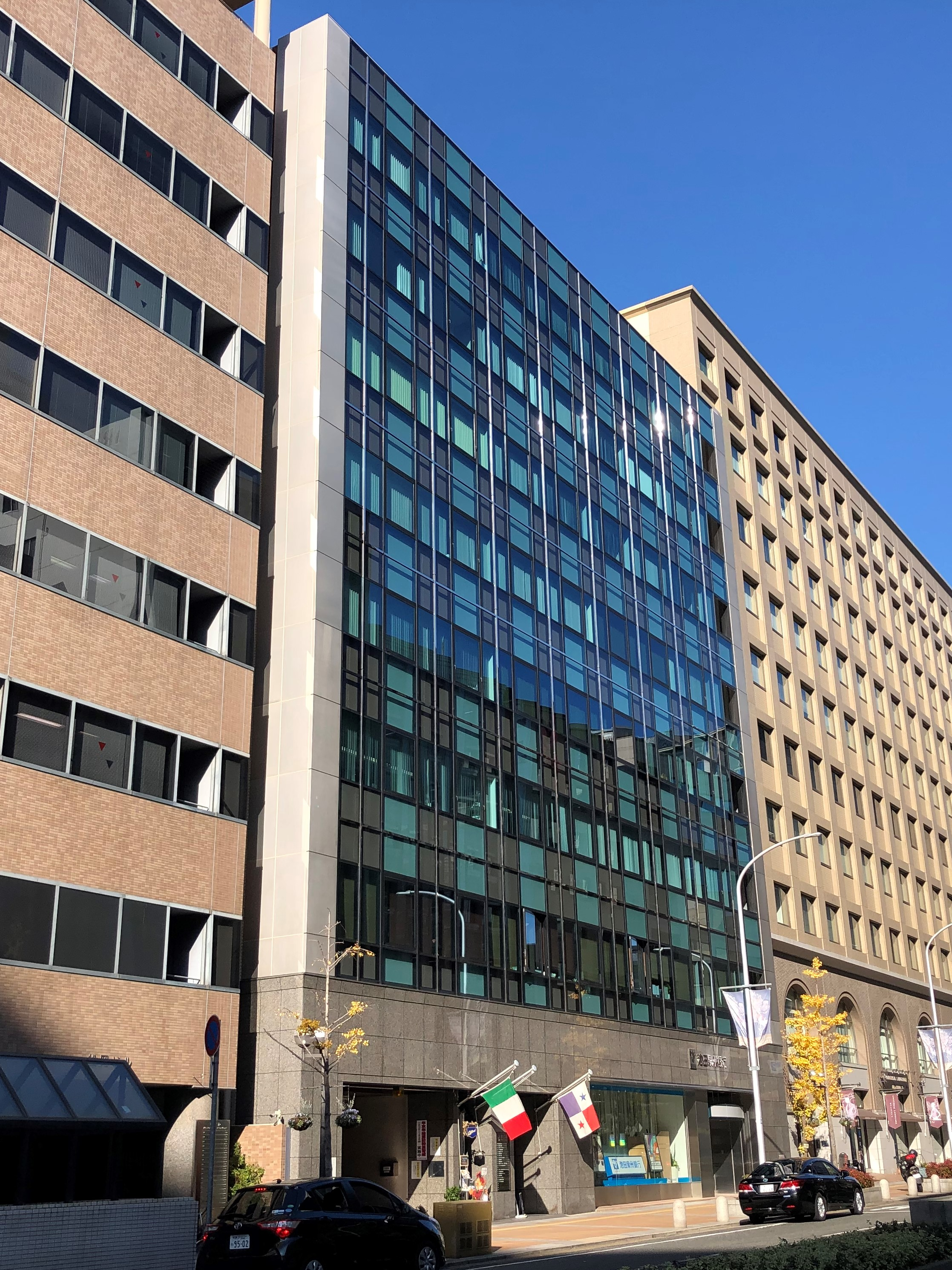
Bâtiment abritant le consulat général à Kobe.
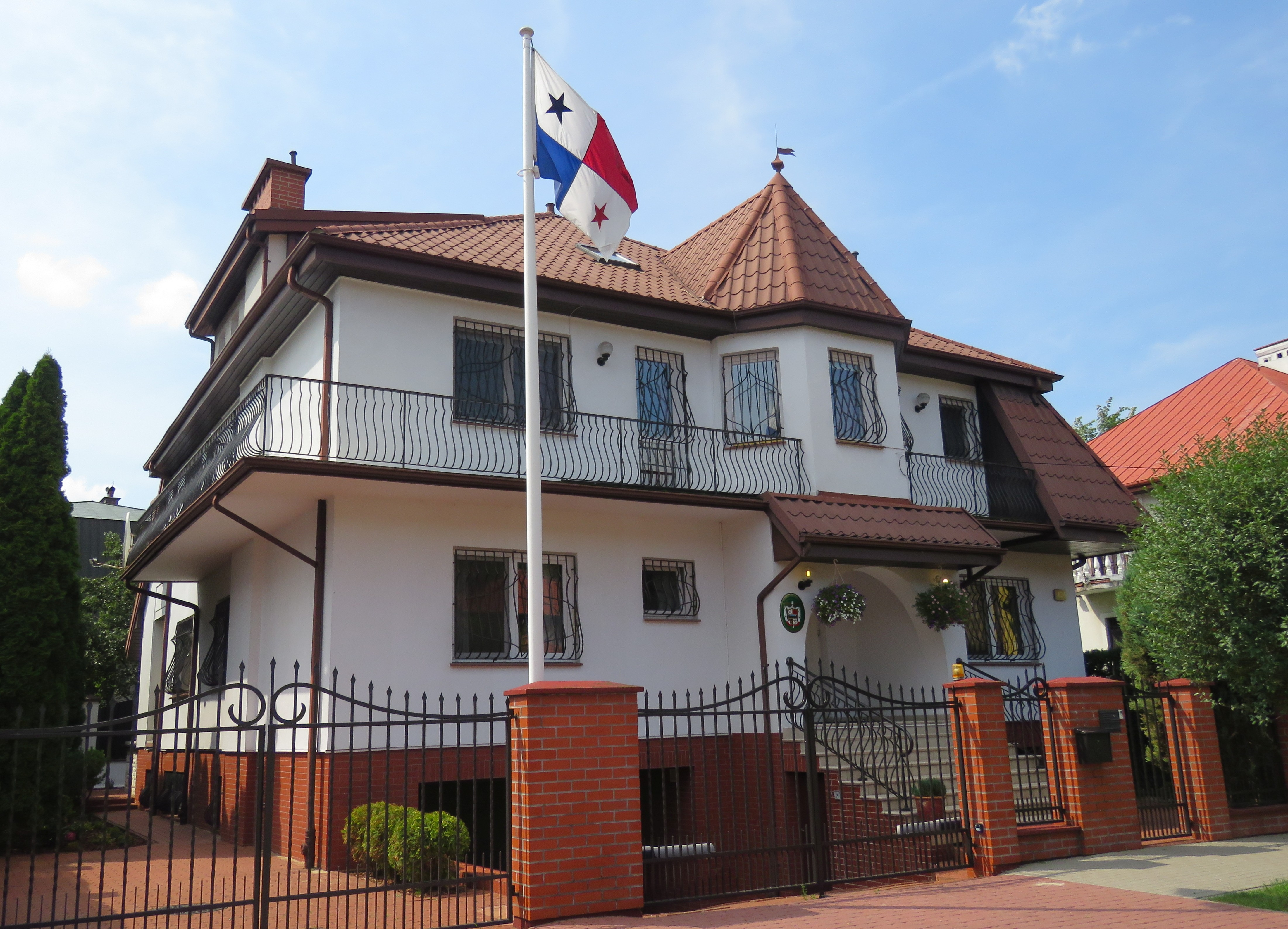
Ambassade à Varsovie.
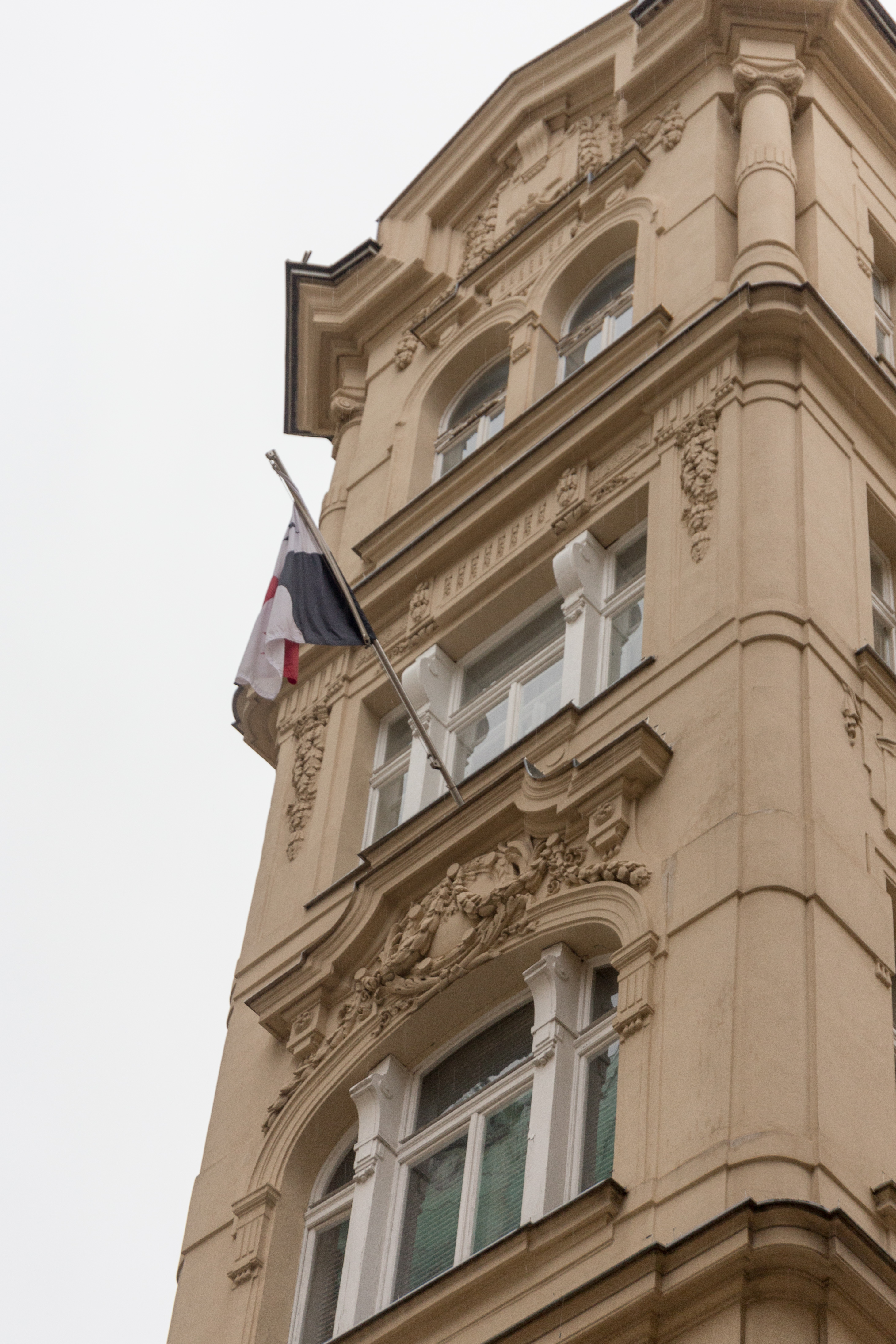
Ambassade à Vienne.
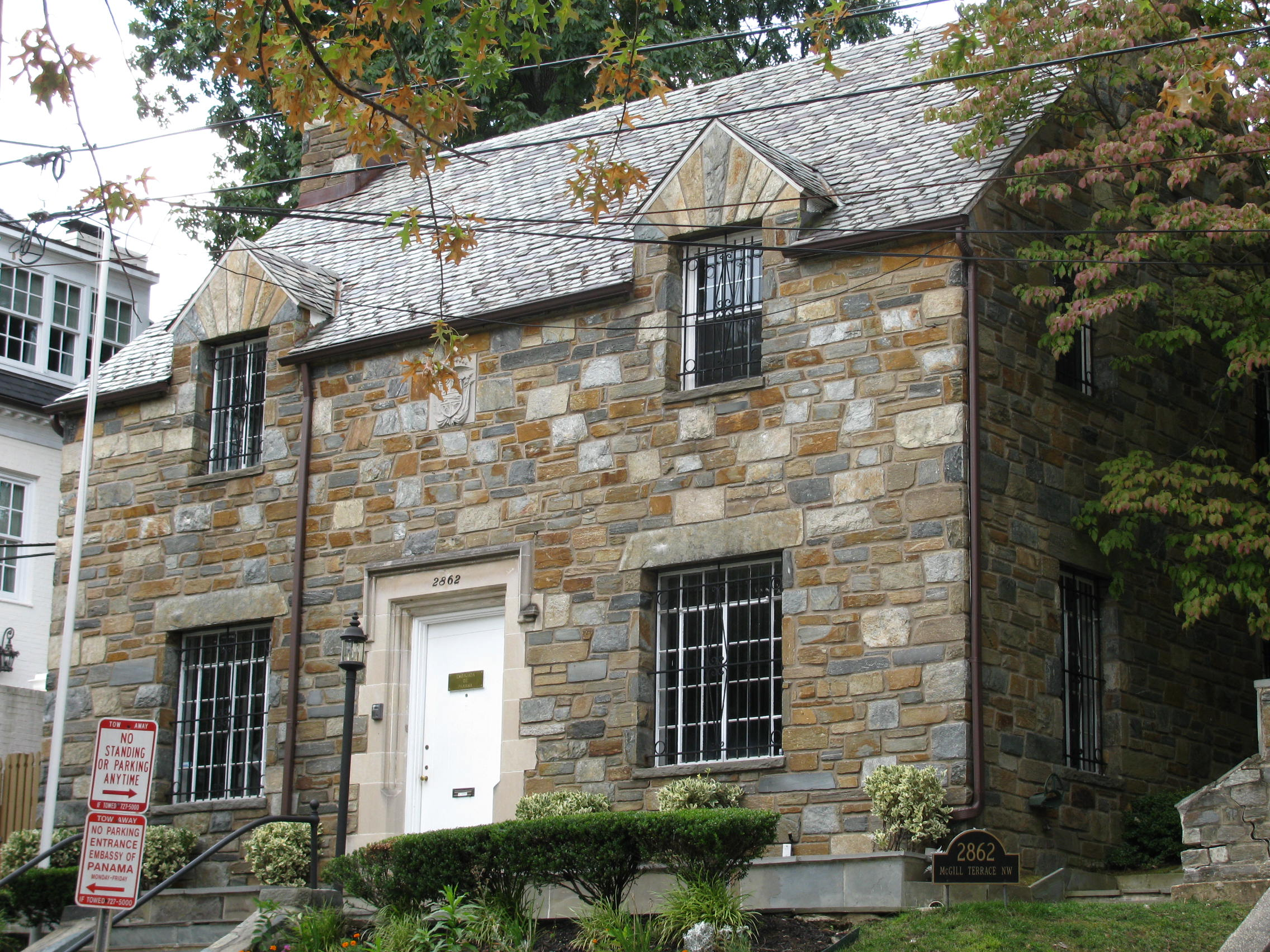
Ambassade à Washington.

## Représentation fermées

### Amérique
| Pays hôte     | Ville hôte            | Représentation   | Fermeture | Références |
| ------------- | --------------------- | ---------------- | --------- | ---------- |
| Brésil        | São Paulo             | Consulat général | 2018      |            |
| United States | San Juan, Puerto Rico | Consulat général | Inconnue  |            |

### Asie
| Pays hôte | Ville hôte | Représentation | Fermeture | Références |
| --------- | ---------- | -------------- | --------- | ---------- |
| Taïwan    | Taipei     | Ambassade      | 2017      | [ 26 ]     |